# Surduk
Surduk (serbisch-kyrillisch Сурдук; ungarisch Szurdok) ist ein zur Opština Stara Pazova gehörendes Dorf in der Vojvodina. Der Ort ist etwa 40 km von Belgrad und 50 km von Novi Sad entfernt. Der Name Surduk leitet sich aus dem Türkischen ab und bedeutet „Kluft“ oder „Abgrund“, in Anlehnung an eine kleine Schlucht nahe Surduk an der Donau. Surduk ist einer der fünf Orte der „Donauuferdörfer“, zu denen noch die Orte Novi Banovci, Stari Banovci, Banovci-Dunav und Belegiš gehören.
Bei der Volkszählung 2002 hatte der Ort 1589 Einwohner. Vor allem Serben, aber auch einige Roma, Kroaten, Slowaken und Ungarn leben hier. Das Durchschnittsalter liegt mit 43 Jahren recht hoch. 
Ein großer Aussichtsturm, früher ein Leuchtturm, ist eine wichtige Landmarke. Sehenswert ist auch die alte orthodoxe Kirche des Heiligen Nikolai, die 1816 erbaut wurde.
Surduk war ein Drehort für den Film Schwarze Katze, weißer Kater.